# Лютовиська сільська рада
Лютовиська сільська рада — орган місцевого самоврядування у Старосамбірському районі Львівської області. Адміністративний центр — село Лютовиська.

## Загальні відомості
Лютовиська сільська рада утворена в 1939 році.

## Населені пункти
Сільській раді підпорядковані населені пункти:
- с. Лютовиська
- с. Биличі
- с. Букова
- с. Ракова

## Склад ради
Рада складається з 16 депутатів та голови.

### Керівний склад попередніх скликань
| ПІБ                       | Основні відомості                                                                            | Дата обрання | Дата звільнення |
| ------------------------- | -------------------------------------------------------------------------------------------- | ------------ | --------------- |
| Зварич Орест Мирославович | Сільський голова, 1965 року народження, освіта вища, безпартійний                            | 26.03.2006   | 31.10.2010      |
| Зварич Орест Мирославович | Сільський голова, 1965 року народження, освіта вища, член Конгресу Українських Націоналістів | 31.10.2010   |                 |

Примітка: таблиця складена за даними джерела